# Jürgen Eberhardt
Jürgen Eberhardt (* 8. Juli 1943 in Osnabrück) ist ein deutscher Architekt, Denkmalpfleger und Hochschullehrer.

## Leben
Nach seinem im Jahre 1960 abgelegten Abitur am neusprachlichen Gymnasium Ibbenbüren studierte Jürgen Eberhardt an der RWTH Aachen von 1960 bis 1966 Architektur. Nach der bestandenen Diplom-Hauptprüfung im Jahr 1966 erhielt er für zwei Jahre ein Forschungsstipendium an der Bibliotheca Hertziana in Rom. Im Jahre 1970 promovierte er mit der Arbeit Das Kastell von L’Aquila degli Abruzzi und sein Architekt Pyrrhus Aloisius Scrivà an der RWTH Aachen. Von 1969 bis 1971 war er als Gruppenleiter beim Staatshochbauamt Aachen tätig. 1971 wurde er als Professor für Baudenkmalpflege, Erhaltungs- und Nutzungskonzeptionen an die Fachhochschule Köln berufen. Dort stand er von 1986 bis 2003 auch dem von ihm aufgebauten Zusatzstudiengang „Baudenkmalpflege, Denkmalbereichs- und Umfeldplanung“ vor. 2003 beendete er seine Lehrtätigkeit an dieser Hochschule.
Jürgen Eberhardt wohnt mit seiner Familie in Tecklenburg.

## Bauten / Planungsgutachten (Auswahl)
- 1969–1971: Im Rahmen der Tätigkeit beim Staatshochbauamt Aachen: Planung Polizeidienstgebäude in Düren; Restaurierungs- und Wiederherstellungsarbeiten an der Zitadelle Jülich; u. a. m.
- Planungsgutachten ab 1972: Planung und Ausführungsüberwachung Wiederherstellung der Schlosskapelle in der Zitadelle Jülich, Rekonstruktion der Renaissancedecke und Entwurf des Fußbodens, 1977/78; Planung und Ausführungsüberwachung Brücke über den Südgraben der Zitadelle Jülich, 1991–93; Zahlreiche Einzelplanungen für den Napoleonischen Brückenkopf Jülich im Rahmen der Wiederherstellung für die Landesgartenschau, 1998; u. a. m.

## Schriften (Auswahl)
- 1970: „Das Kastell von L´Aquila degli Abruzzi und sein Architekt Pyrrhus Aloisius Scrivà“, Diss. Techn. Hochschule Aachen 1970
- 1978: Jülich, Idealstadtanlage der Renaissance, Köln 1978
- 1986: Die Zitadelle von Jülich – das Idealschema bei Specklin als Schlüssel zur Grundrissgeometrie, in: Schriftenreihe Festungsforschung der DGF e.V., Bd. 6, 1986, S. 95–116
- 1989: Zitadelle Jülich – Präsentation des Baudenkmals, in: Schriftenreihe Festungsforschung der DGF e.V., Bd. 8, 1989, S. 63–114
- 1992: Das „Schiefe Haus“ in Tecklenburg, in: Im Wandel der Zeit, 100 Jahre westfälisches Amt für Denkmalpflege, Münster 1992, S. 190–207
- 1993: „Archäologische Bestandserhebung“ in Nordrhein-Westfalen, in: Stadtarchäologie – Aspekte der Denkmalpflege, Stuttgart 1993, S. 38–42
- 1993: Die Zitadelle von Jülich, Wehranlagen, Residenzschloss und Schlosskapelle. Forschungen zur Planungs- und Baugeschichte, Hrsg. von Conrad Doose, Jülich 1993, ISBN 9783872270443
- 1993: (mit Eberhard Gockel und Simone Wiechers): Joachim Spies - Grafik. Katalog zur Sonderausstellung, 21. März bis 18. April 1993 im Marburger Universitätsmuseum, Hrsg. Marburger Universitätsmuseum für Kunst und Kulturgeschichte, Marburg 1993, ISBN 3925430199
- 1994: Zur Rekonstruktion der einstigen Hofarkaden des Residenzschlosses in der Zitadelle Jülich, in: Der italienische Architekt Alessandro Pasqualini (1493–1559) und die Renaissance am Niederrhein. Tagungshandbuch / 1. Jülicher Pasqualini-Symposium, Günter Bers, Conrad Doose (Hrsg.) Jülich 1994, S. 297–314, ISBN 978-3872270511
- 1994: Zitadelle Jülich – Neue Brücke über den Südgraben. Planungsleistungen für die Stadt Jülich 1991–93, in: insider Fachhochschule Köln, Nr. 3. Dez. 1994, S. 18–20
- 1996: Alessandro Pasqualinis Originalentwurf der Zitadelle Jülich, in: Festungsjournal, Zeitschrift der DGF, Ausgabe 1/1996, S. 9–12
- 1997: Zehn Jahre Zusatzstudium „Baudenkmalpflege, Denkmalbereichs- und Umfeldplanung“ am Fachbereich Architektur der FH Köln, in: Arbeitskreis Theorie und Lehre der Denkmalpflege e.V., Dokumentation der Jahrestagung 1996 in Köln, Weimar 1997, S. 188–193.
- 1998: Von Juliacum virtuell bis Jülich : Jülich von den Anfängen als römischer Etappenort an dem strategisch wichtigen Rurübergang über sechs Entwicklungsstufen bis zur heutigen Stadt, in der sich immer noch die historische Entwicklung spiegelt ; [eine virtuelle Zeitreise durch 2000 Jahre Stadtbaugeschichte Jülichs] [Elektronische Ressource], Forschungszentrum Jülich GmbH
- 1999: Das Urentwurfsmodell Alessandro Pasqualinis für die Zitadelle in Jülich, in: Italienische Renaissancebaukunst an Schelde, Maas und Niederrhein, Tagungshandbuch / 2. Jülicher Pasqualini-Symposium 1998 in Jülich. Günter Bers, Conrad Doose (Hrsg.) Jülich 1999, S. 381–395
- 2003: Artenschutz contra Denkmalpflege? Das Beispiel Jülich als Lernprozess im Haus Rudolf Neumann (Bearb.), Erhalt und Nutzung historischer Zitadellen, Tagungsband der Fachtagung vom 6.–9. Juni 2001, Mainz 2003, S. 61–76
- 2004: (mit Norbert Schöndeling) u. a., Das Forschungsprojekt „Archäologische Bestandserhebung“ in Nordrhein-Westfalen, in: Stadtentwicklung und Archäologie, Schriftenreihe zur Bodendenkmalpflege in Nordrhein-Westfalen, Band 7, Essen 2004, S. 11–111
- 2009: (mit Conrad Doose und Hajo Lauenstein): Das 'italienische' Jülich. Grundzüge im Konzept Alessandro Pasqualinis für die Stadtanlage, die Zitadelle und das Residenzschloss (= Jülicher Forschungen; 8), Jülich 2009[3] ISBN 978-3-933969-74-3